# 西海岸铁路线
西海岸铁路线是一条由马来亚铁道营运的铁路干线，这条铁路起自马泰边境的巴东勿刹，沿着马来西亚半岛西海岸一路直到半岛南端，并通过新柔长堤跨越柔佛海峡连接到新加坡的兀兰关卡，全长950公里。西海岸线途径玻璃市、吉打、槟城、霹雳、雪蘭莪、森美兰、马六甲、柔佛等八个州属和吉隆坡联邦直辖区，连接了首都吉隆坡和怡保、北海、新山、亚罗士打等主要城市，是马来西亚铁路运输的交通大动脉。

## 服务
西海岸铁路线提供多种列车服务：
- 马来亚铁道城际铁路
  - 东方人民快车 道北与新山中央之间
    - 金马士与新山中央之间的路线是西海岸铁路线的一部分，而金马士与道北之间的路线是东海岸铁路线的一部分

  - 南方快车 金马士与新山中央之间
  - 地不佬接驳列车 新山中央与兀兰火车关卡之间
- 马来亚铁道电动列车服务
  - 白金电动列车服务（特急服务，只停留主要城镇站点，6辆车厢中其中一节升级至商务舱的客车，配备免费无线网络、充电插座、车载餐饮和单人座椅）
    - 吉隆坡中央与巴东勿刹之间
    - 吉隆坡中央与北海之间

  - 金色电动列车服务（只停留主要城镇和小站点）
    - 吉隆坡中央与怡保之间
    - 昔加末与巴东勿刹之间
    - 昔加末与北海之间

  - 银色电动列车服务（沿路每站都停）
    - 吉隆坡中央与怡保之间

  - 特快电动列车服务（超特急服务，只停留较少且特定的主要站点）
    - 吉隆坡中央与怡保之间
    - 吉隆坡中央与巴东勿刹之间
    - 吉隆坡中央与北海之间
- 马来亚铁道通勤铁路
  - 1 芙蓉 黑风洞（英语：Batu Caves Komuter station）与普罗士邦／淡边之间
  - 2 巴生港 丹絨馬林与巴生港（英语：Port Klang Komuter station）之间
  - 10 天空花园 吉隆坡中央与天空花园航站楼（英语：Terminal Skypark Komuter station）之间
  -  1  怡保 北海与怡保之间
  -  2  巴东勿刹 巴东勿刹与北海之间
- 国际快车 巴东勿刹与曼谷之间